# Kasztovszky Béla
Kasztovszky Béla (Fülöpszállás közeli Telekpuszta, 1942. február 5. – Budapest, 2016. december 11. (k. n.)) Zsoldos Péter-díjas magyar sci-fi-író.

## Élete
1942-ben született Telekpusztán, Fülöpszállás közelében, de családja nem sokkal születése után Budapestre költözött. 14 esztendős korában már utópisztikus témájú iskolai dolgozatot írt. Villamosmérnöki diplomát szerzett, és az Országos Villamos-távvezeték Vállalatnál (OVIT) helyezkedett el.
A tudományos-fantasztikus irodalommal komolyabban csak az 1970-es évek elején kezdett foglalkozni. Első ilyen elbeszélése, a „Fehér kör” 1977-ben jelent meg a Galaktika antológia 27. számában. Kuczka Péter szerkesztő támogatásával 1982-ben napvilágot látott egy novelláskötete, a Kétszemélyes világ a Kozmosz Fantasztikus Könyvek sorozatában. 
Sci-fi tárgyú írásaival azóta is találkozhatnak különböző magazinok lapjain.
A írószövetség SF-stúdiójának tagja.

## Művei
- Fehér kör (1977) a Galaktika antológia 27. számában jelent meg.
- Kétszemélyes világ - novelláskötet (Budapest, 1982) Kozmosz Fantasztikus Könyvek - Egy kötetben jelent meg Kaszás István: A felderítő című elbeszélésfüzérével.
- Grin - regény (Metropolis Media, 2007) Galaktika Fantasztikus Könyvek
- Az Átjáró magazin a harmadik és kilencedik számában közölt novellát a szerzőtől, egy sci-fi és fantasy tárgyú írást.[3]
- Álomutazás – elérhető áron! című elbeszélésével 2003-ban Zsoldos Péter-díjat nyert.
- A mi konzolunk (2003)[4]